# 中村亮 (外交官)
中村 亮（なかむら りょう、1969年〈昭和44年〉7月19日 - ）は、日本の外交官。埼玉県出身。
在インドネシア大使館公使、在ドイツ大使館公使、長崎県警察本部長などを経て、2023年8月からアジア大洋州局南部アジア部長を務める。

## 略歴
- 1992年3月　東京大学法学部第二類卒業
- 1992年4月　外務省入省
- 2006年9月　在ドイツ日本国大使館 一等書記官
- 2009年1月　在ドイツ日本国大使館 参事官
- 2009年7月　内閣官房内閣総務官室総理大臣官邸事務所 官房副長官秘書官
- 2011年8月　外務省総合外交政策局総務課政策企画室長
- 2013年7月　欧州局中・東欧課長
- 2015年8月　在インドネシア日本国大使館 参事官
- 2018年7月　在インドネシア日本国大使館 公使
- 2018年9月　在ドイツ日本国大使館 公使
- 2021年8月　警察庁長官官房付 警視監
- 2021年8月　長崎県警察本部長
- 2023年8月　外務省アジア大洋州局南部アジア部長

## 同期
- 池上正喜（23年大臣官房審議官（欧州局担当））
- 石瀬素行（24年国際情報統括官）
- 金井正彰（24年国際法局長）
- 片平聡（23年経済局長）
- 北村俊博（23年大臣官房審議官（中東アフリカ局、中東アフリカ局アフリカ部、国際協力局、地球規外模課題担当））
- 熊谷直樹（24年大臣官房審議官（Ｇ７外相会合、貿易大臣会合準備事務局長、総合外交政策局、領事局担当））
- 高田真里（21年在重慶総領事）
- 中村和彦（24年地球規模課題審議官・22年大臣官房審議官）
- 中村仁威（24年軍縮不拡散・科学部長、国際法研究者）
- 西永知史（23年大臣官房審議官（総合外交政策局担当））
- 原圭一（23年ジブチ大使）
- 別所健一（23年ミュンヘン総領事）
- 宮下匡之（24年儀典長・24年大臣官房審議官（総括担当）兼大臣官房公文書監理官）